# Reverence
Reverence este cel de-al treilea EP al formației Emperor. Este primul album cu Trym Torson la baterie și cu Alver la chitară bas.
Versiunea originală a acestui EP include videoclipul melodiei "The Loss And Curse Of Reverence", primul și unul dintre cele doar două videoclipuri ale formației. Piesa 1 va fi inclusă pe cel de-al doilea album de studio, Anthems to the Welkin at Dusk, iar piesa 3 e o versiune instrumentală a melodiei "Inno A Satana" de pe albumul de debut In the Nightside Eclipse.

## Lista pieselor
1. "The Loss And Curse Of Reverence" - 06:08
2. "In Longing Spirit" - 05:58
3. "Opus A Satana" - 04:17

## Personal
- Ihsahn - vocal, chitară, sintetizator
- Samoth - chitară
- Trym Torson - baterie
- Alver - chitară bas